# A rose is still a rose
A rose is still a rose, álbum de Aretha Franklin editado en 1998 en el sello Arista. Es el primer álbum de Aretha en el que se asimila al R&B contemporáneo con influencias del hip-hop. El track que da título al álbum está compuesto por Lauryn Hill, e hizo a la leyenda del soul volver a las listas de ventas y consiguiendo un triple platino. 

## Lista de canciones
1. «A Rose Is Still a Rose» (Hill) – 4:27
2. «Never Leave You Again» (Combs / Price / Rooney) – 4:36
3. «In Case You Forgot» (Dickens / Gant / Gray) – 4:49
4. «Here We Go Again» (Broussard / Dupri / Garfield / Lorenz / Malavasi / Romani) – 3:30
5. «Every Little Bit Hurts» (Cooke / Dupri / Seal) – 4:07
6. «In the Morning» (Simmons) – 4:56
7. «I'll Dip» (Austin) – 4:06
8. «How Many Times» (Charley / Foster / Winston) – 4:21
9. «Watch My Back» (West) – 4:45
10. «Love Pang» (Waters / Wilson) – 4:20
11. «The Woman» (Franklin) – 7:41